# Thiago Motta
Thiago Motta (São Bernardo do Campo, São Paulo, Brasil, 28 d'agost de 1982) és un entrenador i exfutbolista brasiler.

## Biografia
Motta va passar els seus primers anys de carrera al Futbol Club Barcelona, on era propens a lesions. Va jugar dues temporades i mitja amb l'Inter de Milà abans d'unir-se al Paris Saint-Germain FC el gener de 2012, guanyant 27 títols importants entre els tres clubs Motta també va tenir breus estades amb l'Atlètic de Madrid a Espanya i el Gènova a Itàlia.
Nascut al Brasil, Motta també té la nacionalitat italiana. Després de fer dues aparicions al seu país de naixement el 2003, va representar la darrera selecció nacional un total de 30 vegades des del seu debut el 2011, marcant una vegada. Va participar en la Copa del Món de Futbol de 2014 i a dos Campionats d'Europa amb Itàlia, acabant segon a l'Eurocopa 2012.
Després de la seva retirada el 2018, va entrenar el conjunt sub-19 del Paris Saint-Germain. L'octubre de 2019 va ser nomenat nou entrenador del Gènova, i va ser acomiadat al desembre després d'una mala ratxa de resultats. El juliol de 2021, Motta va ser nomenat entrenador del Spezia Calcio, on va romandre una temporada. Després va assumir el càrrec d'entrenador del Bolonya el setembre de 2022.